# Joyabaj
Joyabaj – miasto w środkowo-zachodniej Gwatemali, w górach Sierra Madre de Chiapas, w północnej części departamentu El Quiché, leżące w odległości 51 km na wschód od stolicy departamentu Santa Cruz del Quiché. Według danych szacunkowych w 2012 roku liczba ludności miasta wyniosła 29 196 mieszkańców.
Jest siedzibą władz gminy o tej samej nazwie, która w 2012 roku liczyła 79 320 mieszkańców. Jak na warunki Gwatemli gmina jest średniej wielkości, a jej powierzchnia obejmuje 304 km².